# Carolyne Mas

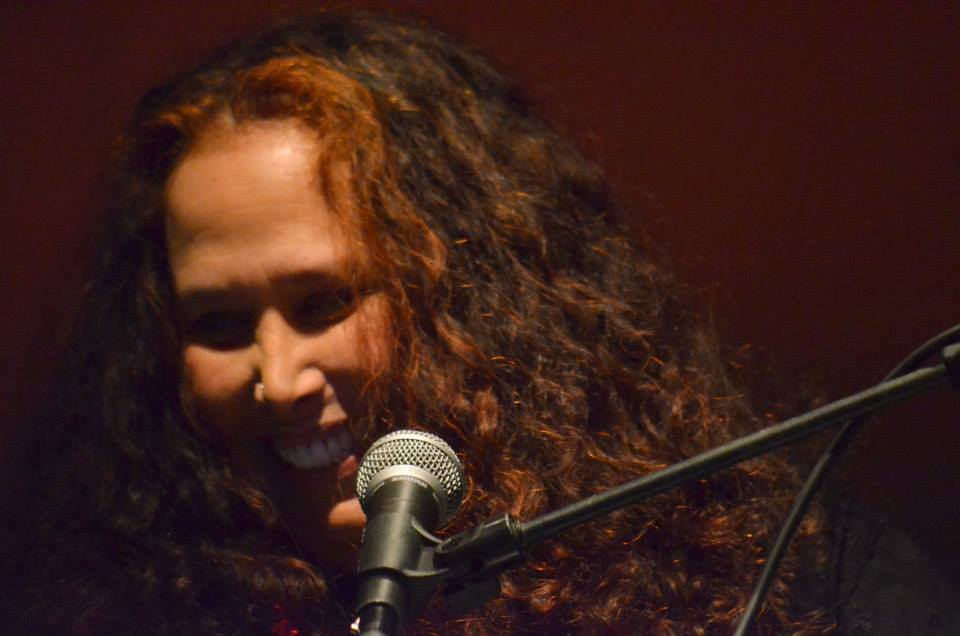
Carolyne Mas (2014)

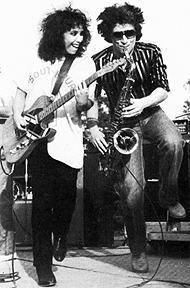
Carolyne Mas and Crispin Cioe (1980)

Carolyne Mas (* 20. Oktober 1955 in New York als Carol Patricia Mas) ist eine US-amerikanische Singer-Songwriterin, die im Rockbereich tätig ist. Sie produziert, komponiert, singt und spielt Gitarre und Piano.

## Leben und Karriere
Mas ist die Tochter von Livia und Joseph Mas. Ihre Mutter war Miss Puerto Rico und Medizinstudentin. Ihr Vater – anfangs Opernsänger – wurde als Erfinder eines Batterieladegerätes bekannt. Nach Touren durch zahlreiche Clubs wie dem New Yorker CBGB und Pubs im Greenwich Village hatte Carolyne Mas in den 1980er-Jahren einen Hit mit dem live circa, je nach Spiellaune ihrer Band, 15- bis 20-minütigen Titel Sittin’ in the Dark. Von 1989 bis 1993 lebte Mas in Deutschland.
In den USA ist die Musikerin eher unbekannt; populärer ist sie in Kanada und Europa. Zu Mas’ Musikern gehörten unter anderem Ivan Elias (Bass), Bobby Chouinard (Schlagzeug) und Charlie Giordano (Keyboards).
1980 erschien die Liveplatte Mas Hysteria; in einer Blanko-LP-Hülle mit aufgeklebtem Amateurcover erinnerte sie an einen Bootleg und verkaufte sich in Deutschland eine Viertelmillion Mal.
Carolyne Mas ist stilistisch in der Tradition von Musikerinnen wie Chrissie Hynde von den Pretenders oder Patti Smith anzusiedeln. Ihre für 2013 angekündigte Europatour wurde aus gesundheitlichen Gründen teilweise abgesagt. Neue und alte Aufnahmen vertreibt die Musikerin über ihre Webseite.

## Diskografie
- 1979: Carolyne Mas
- 1980: Hold On
- 1980: Mas Hysteria
- 1981: Modern Dreams
- 1989: Action Pact
- 1992: Live!
- 1993: Reason Street
- 1996: Mas Hysteria CD Reissue (weitere nicht auf der CD enthaltene Lieder der zugrundeliegenden 70-minütigen Radiosendung sind auf der Homepage erhältlich)
- 2002: Stay True
- 2003: Beyond Mercury
- 2005: Brand New World
- 2011: European Collection (USB-Stick mit 4 CDS, weiteren Tracks und Fotos, über die Webseite der Musikerin erhältlich)
- 2013: Across the River
- 2014: Live in Germany 1981 (Do-CD)
- 2014: Somebody like Me (43 Tracks live + Studio, aufgenommen in Deutschland 1989–1993, nur als Download)
- 2022: Let's Come together – Live in Bremen 1989